# Delta Holding (Maroc)
Delta Holding est une entreprise marocaine  principalement spécialisée dans le BTP, les Travaux Lourds et la Métallurgie. Crée en 1974, elle est introduite en bourse en mai 2008. Son siège se situe à Skhirat.

## Historique
Delta est fondée en 1974 par M. Hadj Fahim, qui prend des participations dans une entreprise de BTP puis dans une entreprise de signalisation routière.
En 1990, Hadj Fahim, qui préside alors les entreprises Galvacier, Grands Chantiers Routiers (GCR), Société civile immobilière des aciéries de Skhirat (SCIAS), AIC Métallurgie et HFI et siège au conseil de Sogetrama-GLS et l'Omnium maghrébin des conduites d’eau (OMCE), réorganise l'entreprise en holding.
En 2006, l'entreprise ouvre une filiale à Dakar, au Sénégal, dans le but de conquérir des marchés en Afrique de l'Ouest. Deux ans plus tard, un premier développement international est entrepris via une participation dans la Camerounaise Des Eaux (CDE), en coentreprise avec d'autres entreprises marocaines,.
En 2008, l'entreprise entre en bourse.
En 2010, Delta Holding acquiert 51 % de la société Sel de Mohammédia (SSM) et lance Africbitumes, une coentreprise avec la SAMIR.
En 2012, le blocage des installations du Groupe à Kénitra conjugué à la crise entrainent une baisse de près de 20 % du chiffre d'affaires et de près de 55 % du résultat net.

## Activités
L'activité du Groupe est axée autour de cinq domaines, dépendant de cinq divisions administratives.
- Infrastructures : matériaux destinés au BTP et équipement des voiries ;
- Industrie : équipements pour industriels, matériaux et structures métalliques ;
- Parachimie : alcools, gaz techniques, fluides médicaux et peintures industrielles ;
- Environnement : eau potable et assainissement ;
- Services : développement et prospection des marchés, gestion déléguée des services publics, promotion immobilière.